# Landtagswahlkreis Traunviertel
Der Wahlkreis Traunviertel (Wahlkreis 4) ist ein Wahlkreis in Oberösterreich, der die politischen Bezirke Gmunden, Kirchdorf, Steyr-Land und Steyr umfasst. Der Wahlkreis entspricht dabei weitgehend dem geographischen Traunviertel, jedoch ohne seinen nördlichen Teil. Bei der Landtagswahl 2021 waren im Wahlkreis Traunviertel 195.164 Personen wahlberechtigt, wobei bei der Wahl die Österreichische Volkspartei (ÖVP) mit 36,29 % als stärkste Partei hervorging.

## Geschichte
Der Wahlkreis Traunviertel wurde mit dem Gesetz Nr. 29 vom 18. März 1925 im Zuge der Änderung der Landtagswahlordnung vom 18. März 1919 geschaffen. Per Gesetz wurde der Wahlkreis aus der Stadt Steyr und den Gerichtsbezirken Bad Ischl, Enns, Gmunden, Grünburg, Kirchdorf an der Krems, Kremsmünster, Markt St. Florian, Neuhofen an der Krems, Steyr, Weyer und Windischgarsten gebildet, wobei Steyr als Sitz der Wahlbehörde festgelegt wurde. Hatte die Landtagswahlordnung von 1919 noch acht Wahlkreise vorgesehen, so war die Anzahl der Wahlkreise mit der Gesetzesänderung von 1925 auf fünf reduziert worden. Der Wahlkreis Traunviertel entstand dabei aus dem Wahlkreis Steyr (Wahlkreis 7) und dem Wahlkreis Gmunden (Wahlkreis 8). 1949 wurde das Gebiet des Wahlkreises schließlich mit Wahlkreis 15 der Nationalratswahlordnung gleichgesetzt, der jedoch dasselbe Gebiet umfasste.
Mit der O. ö. Landtagswahlordnungsnovelle 1967 wurde das Gebiet des Wahlkreises geändert. Der Wahlkreis umfasste nun die Bezirke Gmunden, Kirchdorf an der Krems, Steyr-Land und Steyr sowie den Bezirk Linz-Land ohne die Gemeinden Hörsching, Kirchberg-Thening, Leonding, Oftering, Pasching, Traun und Wilhering.
Mit der O. ö. Landtagswahlordnungsnovelle 1971 wurde das Gebiet des Wahlkreises schließlich auf die heutige Größe reduziert und umfasst seitdem die politischen Bezirke Gmunden, Kirchdorf an der Krems, Steyr-Land und Steyr.

## Wahlergebnisse
| Landtagswahlen in Landtagswahlkreis Traunviertel 1985 bis 2021 | Landtagswahlen in Landtagswahlkreis Traunviertel 1985 bis 2021 | Landtagswahlen in Landtagswahlkreis Traunviertel 1985 bis 2021 | Landtagswahlen in Landtagswahlkreis Traunviertel 1985 bis 2021 | Landtagswahlen in Landtagswahlkreis Traunviertel 1985 bis 2021 | Landtagswahlen in Landtagswahlkreis Traunviertel 1985 bis 2021 | Landtagswahlen in Landtagswahlkreis Traunviertel 1985 bis 2021 | Landtagswahlen in Landtagswahlkreis Traunviertel 1985 bis 2021 | Landtagswahlen in Landtagswahlkreis Traunviertel 1985 bis 2021 |
| Wahltermin                                                     | GM*                                                            |                                                                | ÖVP                                                            | SPÖ                                                            | FPÖ                                                            | GRÜNE                                                          | Sonstige                                                       |                                                                |
| -------------------------------------------------------------- | -------------------------------------------------------------- | -------------------------------------------------------------- | -------------------------------------------------------------- | -------------------------------------------------------------- | -------------------------------------------------------------- | -------------------------------------------------------------- | -------------------------------------------------------------- | -------------------------------------------------------------- |
| 6. Oktober 1985                                                |                                                                | Stimmenanteile (%)                                             | 48,06                                                          | 42,41                                                          | 4,67                                                           | 1,54                                                           | 3,33                                                           |                                                                |
| 6. Oktober 1985                                                | 10                                                             | Grundmandate                                                   | 5                                                              | 4                                                              | 0                                                              | 0                                                              | 0                                                              |                                                                |
| 6. Oktober 1991                                                |                                                                | Stimmenanteile (%)                                             | 42,03                                                          | 35,23                                                          | 17,40                                                          | 3,29                                                           | 2,05                                                           |                                                                |
| 6. Oktober 1991                                                | 10                                                             | Grundmandate                                                   | 4                                                              | 3                                                              | 1                                                              | 0                                                              | 0                                                              |                                                                |
| 5. Oktober 1997                                                |                                                                | Stimmenanteile (%)                                             | 40,05                                                          | 30,42                                                          | 20,00                                                          | 5,67                                                           | 3,86                                                           |                                                                |
| 5. Oktober 1997                                                | 10                                                             | Grundmandate                                                   | 4                                                              | 3                                                              | 2                                                              | 0                                                              | 0                                                              |                                                                |
| 28. September 2003                                             |                                                                | Stimmenanteile (%)                                             | 42,15                                                          | 40,69                                                          | 7,83                                                           | 8,53                                                           | 0,79                                                           |                                                                |
| 28. September 2003                                             | 10                                                             | Grundmandate                                                   | 4                                                              | 4                                                              | 0                                                              | 0                                                              | 0                                                              |                                                                |
| 27. September 2009                                             |                                                                | Stimmenanteile (%)                                             | 45,56                                                          | 27,76                                                          | 13,37                                                          | 8,81                                                           | 4,49                                                           |                                                                |
| 27. September 2009                                             | 10                                                             | Grundmandate                                                   | 4                                                              | 2                                                              | 1                                                              | 0                                                              | 0                                                              |                                                                |
| 27. September 2015                                             |                                                                | Stimmenanteile (%)                                             | 35,56                                                          | 20,56                                                          | 29,31                                                          | 10,00                                                          | 4,57                                                           |                                                                |
| 27. September 2015                                             | 10                                                             | Grundmandate                                                   | 4                                                              | 1                                                              | 2                                                              | 0                                                              | 0                                                              |                                                                |
| 26. September 2021                                             |                                                                | Stimmenanteile (%)                                             | 36,29                                                          | 21,12                                                          | 18,20                                                          | 11,98                                                          | 12,42                                                          |                                                                |
| 26. September 2021                                             | 10                                                             | Grundmandate                                                   | 3                                                              | 2                                                              | 1                                                              | 1                                                              | 0                                                              |                                                                |

* GM = Anzahl der möglichen Grundmandate